# Mathieu-Meusnier

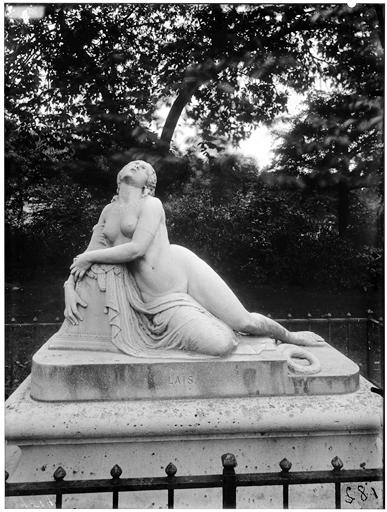
La Mort de Laïs (1849), Paris, jardin des Tuileries.

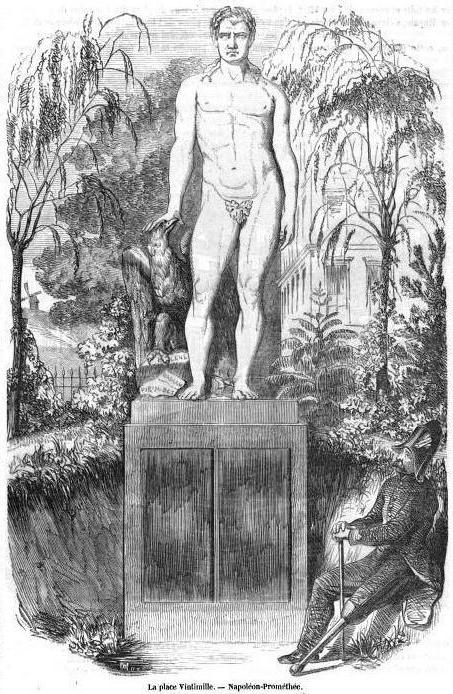
Napoléon-Prométhée (1850, détruit).

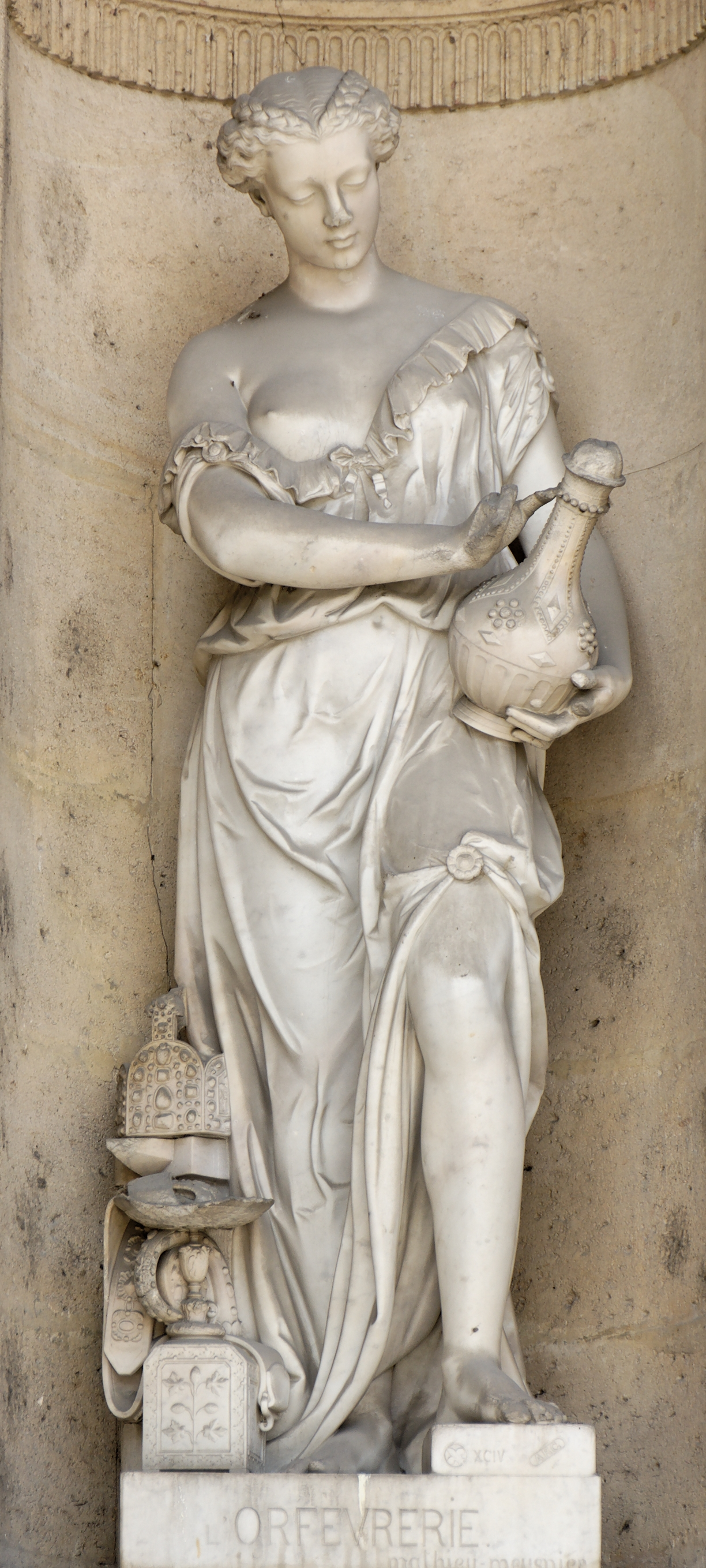
L'Orfèvrerie (1867), cour carrée du palais du Louvre.

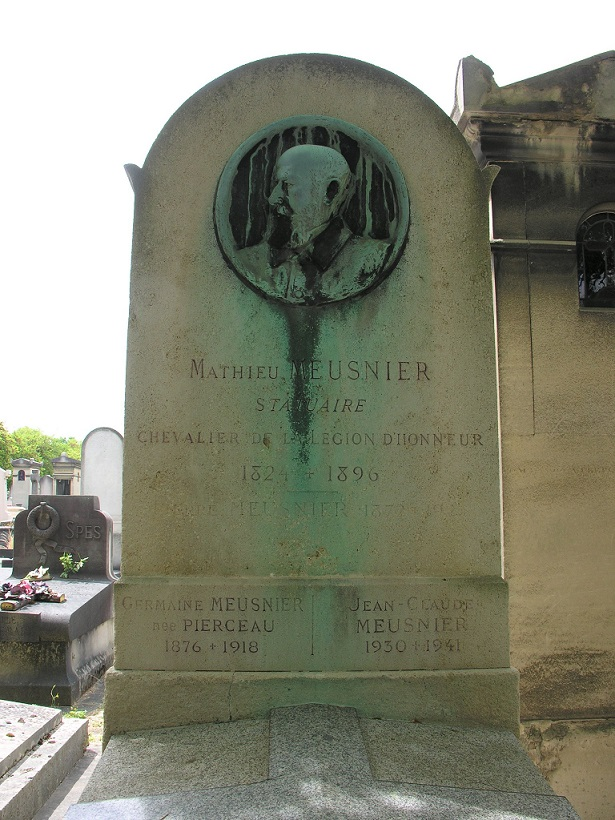
Sépulture de Mathieu-Meusnier au cimetière du Montparnasse.

Mathieu Roland Meusnier, dit Mathieu-Meusnier, né le 1er avril 1824 à Paris où il est mort dans le 6e arrondissement le 31 janvier 1896, est un sculpteur et collectionneur d'art français.

## Biographie
Mathieu-Meusnier est admis à l'École des beaux-arts de Paris le 8 avril 1841 dans l'atelier d'Auguste Dumont. Il obtient une médaille de troisième classe en 1844.
Il est le père de Georges Meusnier dit Karl-Robert (né en 1848), peintre et dessinateur.[réf. nécessaire]

## Œuvres

### Salons
- 1843 : Buste de M. Azaïs (marbre).
- 1844 : Mort de Viala (marbre, château de Versailles).
- 1845 :
  - Buste de M. Ledru-Rollin (marbre) ;
  - Buste de M. Rosier (marbre, bibliothèque de Béziers) ;
  - Buste du capitaine Lelièvre (marbre) ;
  - Médaillon de Mme J. L. (marbre).
- 1848 :
  - Buste de M. Bouffé (marbre) ;
  - Portrait de Mme A. G. (médaillon en marbre).
- 1849 : Mort de Laïs (ébauche en plâtre de la statue de 1850).
- 1850 :
  - Buste de M. Adolphe Yvon (marbre) ;
  - Buste de Mlle A. Théric (plâtre) ;
  - La Mort de Laïs (marbre, Paris, jardin des Tuileries).
- 1852 : Mme la comtesse de P. (buste en marbre).
- 1853 :
  - Quinze ans (statue en marbre) ;
  - Portrait de M. Maxime David (marbre).
- 1855 : Portrait de Mlle Valérie, de la Comédie-Française, rôle de Marinette du “Dépit amoureux” (buste en marbre).
- 1857 :
  - Portrait du général comte de Pontevès, général de brigade de la garde impériale tué à l'assaut de Malakoff (buste en marbre, château de Versailles) ;
  - Portrait de Mlle V. S. (buste en marbre).
- 1859 :
  - La Mort de Laïs (réduction de la statue de 1850) ;
  - Portrait de M. Sainte-Beuve, de l'Académie française (buste en marbre, château de Versailles) ;
  - Portrait de M. Geoffroy, du théâtre du Gymnase (buste en bronze) ;
  - Portrait de Cartelier, membre de l'Institut (buste en marbre, château de Versailles).
- 1863 : Portrait de SAS Charles III, prince régnant de Monaco (buste en marbre, palais de Monaco).
- 1864 :
  - Portrait de M. Barré, conseiller référendaire à la Cour des comptes (buste en marbre) ;
  - Portrait de M. Carvalho (buste en marbre).
- 1865 :
  - Portrait de Mme C. H. (buste en marbre) ;
  - Portrait de M. Émile Ollivier, député de la Seine (médaillon en bronze).
- 1866 :
  - Portrait de M. le docteur Billiard (buste en marbre) ;
  - Portrait de Mme F. (buste en marbre).
- 1867 :
  - Portrait de Mme Miolan Carvalho (buste en marbre) ;
  - Portrait de feu Vallon de Villeneuve (médaillon en plâtre, exécuté ensuite en bronze).
- 1868 :
  - Portrait de M. Delangle, sénateur (médaillon en marbre, Varzy, musée Auguste Grasset) ;
  - Portrait de Mme A. A. (médaillon en marbre).
- 1870 :
  - Sainte-Beuve (buste en marbre, Paris, palais de l'Institut) ;
  - Portrait de Mlle Sarah Bernhardt, rôle de Zanetto, dans “Le Passant” (buste en plâtre).
- 1872 : 
  - Portrait de MM. Bernhardt.
  - Buste de M. Maurice Bernhardt (Fils de Sarah Bernhardt).
- 1873 :
  - La Littérature satirique (statue en marbre) ;
  - Portrait de M. B. B. (médaillon en marbre).
- 1874 :
  - Cupido (buste en marbre) ;
  - Le petit Loulou (buste en marbre).
- 1875 :
  - Portrait de Mme Mongruel, sous l'influence du sommeil magnétique (buste en plâtre) ;
  - Portrait de Mme S. Testard (médaillon en plâtre).
- 1876 :
  - Scribe (buste en marbre, Paris, Institut de France) ;
  - Portait de Mme Tréfeu (médaillon en marbre).
- 1877 : Portrait de M. Théodore Ratisbonne, supérieur général du couvent de Notre-Dame de Sion (buste en marbre, couvent[Où ?] de Notre-Dame de Sion).
- 1878 :
  - Riocreux (buste en plâtre métallisé, modèle du buste exécuté pour la Manufacture de Sèvres) ;
  - Saint Laurent (statue en plâtre).
- 1879 :
  - Portrait de Mlle Sarah Bernhardt, sociétaire de la Comédie-Française, rôle de la Reine, dans “Ruy Blas” (médaillon en bronze argenté) ;
  - Portrait de Mme Régnard, artiste du théâtre de l'Odéon (médaillon en plâtre).
- 1880 :
  - Louis, architecte de l'ancien Opéra et du Théâtre-Français (buste en marbre, Paris, opéra Garnier) ;
  - Mlle Renée du Pont-Jest (médaillon en marbre).
- 1881 :
  - Buste de M. T. M. (marbre) ;
  - Buste de Mlle M. M. (marbre).
- 1883 : Mlle Pauline B. (buste en marbre, Paris, musée d'Orsay).
- 1883 : Daguerre, peintre décorateur de l'Opéra de Paris, co-inventeur du Diorama et de la photographie (buste en marbre, Paris, opéra Garnier).

## Œuvres dans les collections publiques
En dehors des œuvres mentionnées dans la section précédente.
- Aix-en-Provence, musée Granet : Jean-Pierre Cortot, 1856, buste en marbre.
- Paris :
  - cimetière du Père-Lachaise :
    - Jean-Marie Geoffroy, vers 1864, buste en marbre ornant le tombeau de l'acteur[1] ;
    - Tombeau d'Errazu.

  - square Hector-Berlioz : Napoléon-Prométhée, 1850. Cette statue en marbre est vandalisée et détruite peu de temps après son érection à cause de la nudité de l'empereur.